# Джордж Кенеди
Джордж Харис Кенеди (на английски: George Harris Kennedy) е американски актьор. Участва в повече от 100 филма и телевизионни продукции. Една от известните му роли е във филма „Хладнокръвният Люк“ (1967), за която печели „Оскар“ за най-добра поддържаща мъжка роля, както и номинация за Златен глобус за най-добър актьор в поддържаща роля.

## Биография

### Произход
Роден е на 18 февруари 1925 г. в Ню Йорк в семейство на музикант и балерина. Баща му Джордж Харис Кенеди е диригент на оркестър. Умира, когато малкият Джордж е само на 4 години. Отгледан е изцяло от майка си.

### В армията
През 1943 г. завършва гимназията „Шаминейд“ в Ню Йорк. След като завършва, по време на Втората световна война се присъединява към армията. Служи под командването на генерал-лейтенант Джордж Патън при Арденската офанзива, за която битка е награден с два медала „Бронзова звезда“. Към средата на 50-те години напуска армията поради злополука с гърба му.

### Ранна кариера
Дебютира на сцената на двегодишна възраст, но по време на Втората световна война постъпва в армията и остава на служба до средата на 50-те години. След това се снима в множество филми в киното и телевизията, включително в „Хладнокръвният Люк“, за ролята си в който получава „Оскар“ за поддържаща роля, в популярните филми „Летище“ и „Голо оръжие“ и техните продължения, както и в оригиналния сериал „Далас“.

### Смърт
Джордж Кенеди умира на 28 февруари 2016 г. в Мидълтън, Айдахо, от сърдечно заболяване.

## Избрана филмография
| Година | Филм                                   | Оригинално заглавие                 | Роля                 | Режисьор         | Бележки                                                       |
| ------ | -------------------------------------- | ----------------------------------- | -------------------- | ---------------- | ------------------------------------------------------------- |
| 1960   | Спартак                                | Spartacus                           | Бунтовник            | Стенли Кубрик    | Не е кредитиран в надписите                                   |
| 1963   | Шарада                                 | Charade                             | Хърман Скобъл        | Стенли Донън     |                                                               |
| 1965   | Мираж                                  | Mirage                              | Уилърд               | Едуард Дмитрик   |                                                               |
| 1965   | Синовете на Кейти Елдър                | The Sons of Katie Elder             | наемен стрелец Кърли | Хенри Хатауей    |                                                               |
| 1965   | Шенандоа                               | Shenandoah                          | полковник Феърчайлд  | Андрю Маклаглън  |                                                               |
| 1967   | Хладнокръвният Люк                     | Cool Hand Luke                      | Драглайн             | Стюарт Розенберг | Оскар за най-добър поддържащ актьор номинация – Златен глобус |
| 1968   | Бандолеро!                             | Bandolero!                          | Шериф Джулай Джонсън | Андрю Маклаглън  |                                                               |
| 1970   | Летище                                 | Airport                             | Джо Патрони          | Джордж Сийтън    | номинация – Златен глобус                                     |
| 1973   | Кейхил щатски шериф                    | Cahill U.S. Marshal                 | Фрейзър              | Андрю Маклаглън  |                                                               |
| 1978   | Смърт край Нил                         | Death on the Nile                   | Андрю Пенингтън      | Джон Гилермин    |                                                               |
| 1986   | Делта Форс                             | The Delta Force                     | Отец О'Мали          | Менахем Голан    |                                                               |
| 1988   | Голо оръжие                            | The Naked Gun                       | Капитан Ед Хокън     | Дейвид Цукер     |                                                               |
| 1991   | Голо оръжие 2 и 1/2                    | The Naked Gun 2½: The Smell of Fear | Капитан Ед Хокън     | Дейвид Цукер     |                                                               |
| 1994   | Голо оръжие 33 и 1/3: Последната обида | Naked Gun 33⅓: The Final Insult     | Капитан Ед Хокън     | Питър Сегал      |                                                               |
| 1997   | Котките не танцуват                    | Cats Don't Dance                    | Ел Би Мамът          | Марк Диндал      | Глас                                                          |
| 1998   | Малките войници                        | Small Soldiers                      |                      | Джо Данте        |                                                               |
| 2011   | Още един щастлив ден                   | Another Happy Day                   | Джо Бейкър           | Сам Левинсън     |                                                               |
| 2014   | Комарджията                            | The Gambler                         | Ед                   | Рупърт Уайът     |                                                               |